# 鬼月あるちゅ
鬼月 あるちゅ（きづき あるちゅ、12月1日 - ）は、日本の漫画家（同人作家）、イラストレーター。ZAN（ざん）と二人で同人サークル「うどんや」を主宰。宮城県出身である。

## 経歴
2004年10月に同人サークル「うどんや」を設立して同人誌デビュー。

## 主な作品

### 漫画
- メイド嫁 (HOTMILK COMICS)
- メイド嫁 #1 (COMIC ZERO EX #1/2008年1月号)
- メイド嫁 #2 (COMIC ZERO EX #2/2008年2月号)
- メイド嫁 #3 (COMIC ZERO EX #3/2008年3月号)
- メイド嫁 #4 (COMIC ZERO EX #4/2008年4月号)
- メイド嫁 #5 (描き下ろし)
- 白蜜姫 (COMIC MEGAPLUS #45/2007年7月号)
- その後の白蜜姫 (描き下ろし)
- 先生、透けてますっ!! (COMIC MEGAPLUS #43/2007年5月号)
- その後の先生、透けてますっ!! (描き下ろし)
- おた夏 (COMIC MEGAPLUS #47/2007年9月号)
- その後のおた夏 (描き下ろし)
- 激動のおっぱい (COMIC ZERO EX #7/2008年7月号)
- その後の激動のおっぱい (描き下ろし)
- 可変式メイド (COMIC MEGAPLUS #39/2007年1月号)
- その後の可変式メイド (描き下ろし)

### イラスト
- ANGEL倶楽部 2007年11月号

### フィギュア
- メイド嫁 (1/6スケール,Q-six,2011年5月)
- メイド嫁 可変式メイド ツネ子 (1/6スケール,ダイキ工業,2011年9月)
- メイド嫁 可変式メイド ツネ子 黒Ver. (1/6スケール,ダイキ工業,2011年10月)
- メイド嫁 緑川あきら (1/6スケール,ダイキ工業,2011年11月)
- メイド嫁 有紀 (1/7スケール,オーキッドシード,2013年10月)
- ネイティブ クリエイターズコレクション Gamer Girl　(1/7スケール,Native,2013年11月)
- メイド嫁 有紀 -Another Color- (1/7スケール,オーキッドシード,2014年9月)
- X-EROS COVER GIRL illustrated by 鬼月あるちゅ (1/7スケール,SkyTube,2014年10月)
- HOT MILK GIRL illustrated by 鬼月あるちゅ (1/6スケール,SkyTube,2016年5月)
- コミックホットミルク2012年2月号 白咲天音 illustrated by 鬼月あるちゅ (1/6スケール,SkyTube,2017年4月)

### 同人
- モンスターハンター 01 (SC35)
- モンスターハンター 02 (C72)
- モンスターハンター 03 (C73)
- モンスターハンター 4+G
- モンスターハンター 05 (C74)
- モンスターハンター 06 (C75)
- モンスターハンター 07
- モンスターハンター 08 (C77)
- モンスターハンター 09 (C78)
- モンスターハンター 10 (C79)
- モンスターハンター 11 (C80)
- モンスターハンター 12 (COMIC1☆6)
- モンスターハンター 14 (C83)
- モンスターハンター 15 (C90)
- うどんや  10TH【画集】
- もんはんのえろほんG★★2のおま  (C81)
- フロハイル·ゼロ オリジナル (C84)
- 自宅の風呂に入ると先に知らない裸の女が入ってる 上 (C88)
- 自宅の風呂に入ると先に知らない裸の女が入ってる 下 (C89)
- 今日だけですよ Fatestay night (C71)
- 柔皮 モンスターハンター (COMIC1☆9)